# Bureau des parcs, des loisirs et de la préservation historique de l'État de New York
Le Bureau des parcs, des loisirs et de la préservation historique de l'État de New York (en anglais : New York State Office of Parks, Recreation and Historic Preservation, ou NYS OPRHP) est une agence au sein du Département exécutif de l'État de New York chargée de l'exploitation des parcs d'État et des sites historiques dans l'État américain de New York. Elle est fondée en 1970. 
En 2023, le Bureau assure la gestion de près de 1 360 km2 de terrains et d'installations publiques, dont 180 parcs d'État et 35 sites historiques, visités par plus de 84 millions de visiteurs.

## Histoire
La gestion publique des parcs et du patrimoine historique dans l'État de New York remonte à la seconde moitié du XIXe siècle. Un des jalons de cette mise en valeur est l'appropriation des chutes du Niagara par le gouverneur Grover Cleveland en 1883 pour y établir une réserve d'État et l'ouvrir au public. Au cours du XXe siècle, l'État continue d'acquérir des terrains destinés à devenir des parcs.  
En 1924, le Conseil des parcs de l'État de New York (New York State Council of Parks) est créé pour organiser au niveau de l'État la gestion, le développement et les politiques des parcs, alors gérés indépendamment par des commissions régionales. En 1926, dans la cadre d'une réforme du gouvernement de New York, celui-ci est inclus dans une division des parcs au sein du département de conservation de l'État de New York. En 1944, son rôle est réduit par le transfert de la responsabilité de 27 sites historiques au département de l'éducation de l'État de New York, qui reviennent sous la responsabilité du département de la conservation en 1966. 
En 1970, l'État de New York se dote d'un département destiné à la préservation de l'environnement. La division des parcs devient alors une agence indépendant en charge des parcs d'État, qui prend le nom de New York State Office of Parks, Recreation and Historic Preservation en 1981.